# شست‌بریده پادشاه
شست‌بُریدهٔ پادشاه (نام علمی: Colobus polykomos) نام یک گونه از تیره میمون بر قدیم است.